# Tipi

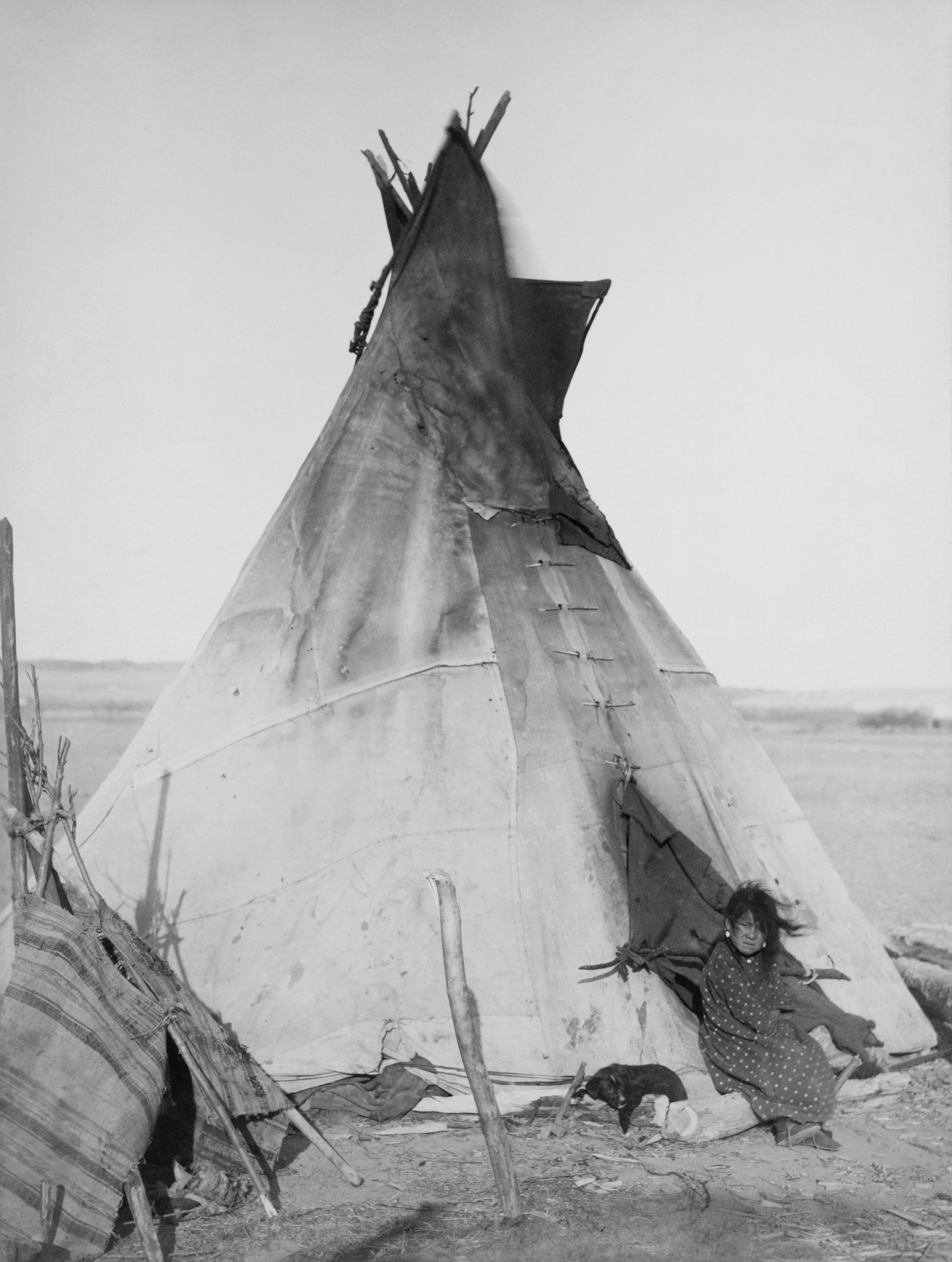
Tipi, zdjęcie z 1891

Tipi – rodzaj namiotu Indian Ameryki Północnej, głównie północnej części obszaru Wielkich Równin. Nazwa pochodzi z języka siou i oznacza „miejsce gdzie się żyje”. Używane były do mieszkania przez koczownicze plemiona, utrzymujące się z polowania na bizony (m.in. Dakotowie).
Stawianie tipi było obowiązkiem kobiet. Najpierw wiązały razem trzy szkieletowe, około 8-metrowe żerdzie i stawiały je jako trójnóg, w którym jedna żerdź skierowana była na wschód, jedna na północ i jedna na południe; wschodnia żerdź stanowiła zarazem lewą framugę otworu wejściowego, jako że wejście zawsze znajdowało się od wschodu. Następnie dostawiały 13-23 lżejsze żerdzie tak, by ich oparte na ziemi końce tworzyły koło o średnicy około pięciu metrów. Ostatnia ustawiana była żerdź, do której przymocowane było pokrycie ze skór bizonów, później płócienne.
Pokrycie pierwotne sporządzano z 15-18 skór bizonich, wyprawionych, przyciętych i zszytych razem tak, że powstawało niemal pełne półkole. Po założeniu pokrycia na szkielet stykające się krawędzie spinano drewnianymi szpilami. Dolna krawędź zdobiona według gustu właściciela pokrycia była przykołkowana do ziemi. W niektórych plemionach należało do zwyczaju, że po pokonaniu jakiegoś wyjątkowo walecznego wojownika, zwycięzca przejmował jego symbolikę, którą przyozdabiał własne tipi. 
Na szczycie znajdował się otwór dymowy, zakrywany w razie potrzeby tzw. wiatrownicami, skórą przymocowaną do pokrycia tipi i przytrzymywaną na specjalnych żerdziach. Tipi miało wejście od strony wschodniej, poniżej miejsca spinania skór i wspomnianego otworu dymowego; było ono zakrywane skórą przytrzymywaną na mniejszych drążkach. Tipi nie posiadało podłogi, a na środku znajdowało się miejsce na ognisko. Posłania mieszkańców znajdowały się po obu stronach otworu wejściowego i – ewentualnie – z tyłu.
Dzięki swojej konstrukcji, tipi były łatwo przenośne. Kobiety rozbierały je, przy czym żerdzie zakładano psom (a potem koniom) jako żerdzie do przewożenia dobytku (travois), a w pierwszej mierze pokrycia. Konstrukcja tak spodobała się majorowi Henry'emu H. Sibleyowi, że zaprojektował w oparciu o nią wzór namiotu wojskowego. Namioty te (okrągłe i z piecem pośrodku) służyły wojskom obu stron w czasie wojny secesyjnej. Powszechnie znano je jako namioty Sibleya.